# Безмазхабность
Безмазха́бность или отрицание мазхабов — отказ от следования определённой богословско-правовой школе (мазхабу) в исламе и отрицание наличия такой обязанности у мусульман. Шире — отказ от причисления себя к какому-либо мусульманскому течению вообще (то есть такие люди называют себя просто мусульманами).
В арабоязычной литературе для обозначения безмазхабности используется термин «ла-мазхабия» (араб. لا مذهبية‎). Отказавшихся от следования четырём традиционным мазхабам (не признающих таклид), но признающих сунну мусульман называют «гайр мукаллид» (араб. غير مقلد‎).

## Возникновение отказа от мазхабов
Вдохновителем идеи безмазхабности считается египетский религиозный реформатор Мухаммад Абдо (1849—1905), который призывал к отказу от таклида — следования предписаниям муджтахидов или муфтиев какого-либо определённого мазхаба. Многие поздние писатели и мыслители, начиная от Рашида Рида (1865—1935) и до основателя «Братьев-мусульман» Хасана аль-Банны (1906—1949), продвигали свой взгляд на безмазхабный ислам. Также на упадок мазхабов повлияло реформаторское движение Мухаммада ибн Абд аль-Ваххаба (1703—1792), который отрицал их законность и призывал к непосредственному чтению текстов Корана и сунны, откуда они берут своё начало. Позднее крайняя враждебность к мазхабам исчезла из учения саудовских улемов, но изначальное предосудительное отношение уцелело в других кругах и распространилось по всему исламскому миру.
Распространение безмазхабности привело к тому, что, например, большинство городских жителей Египта не ассоциируют себя с каким-либо мазхабом. Место мазхабов в основном занял не рационалистический и либеральный ислам, который проповедовал Мухаммад Абдо, а интерпретации ислама от различных деятелей вроде Хасана аль-Банны, а затем саудовская версия ислама, ставшая наиболее влиятельной. Впрочем, идеи Абдо всё ещё живы среди потомков тех египтян, которые в своё время восприняли его учение, и среди интеллектуалов-модернистов, желающих продвигать ислам, соответствующий современному миру (например, суданец Абдуллахи ан-Наим, алжирец Мухаммед Аркун, египтянин Наср Абу Зайд.

## Критика безмазхабности
Критиками безмазхабности являются такие известные богословы современности, как Рамадан аль-Бути (1929—2013) и Юсуф аль-Кардави (род. 1926), посвятившие этой теме некоторые свои труды. Американский писатель и исследователь Тимоти Уинтер (Абдул-Хаким Мурад), яро защищающий классические школы исламского права, критикует антимазхабный подход салафитов как угрожающий сплочённости мусульман. В 2000 году Совет муфтиев России определил одним из признаков ваххабизма «отрицание четырёх исторически сложившихся мазхабов».

## Отказ от причисления к какому-либо мусульманскому течению
Согласно исследованию Исследовательского центра Пью (2012 год), большая часть мусульман мира называют себя либо суннитами, либо шиитами. Но среди них также есть значительное число тех, кто не причисляет себя к определённому течению. Это особенно распространено в Средней Азии, а также в Южной и Восточной Европе. В этих регионах доля таких людей составляет 50 % или больше от общего числа мусульман. 74 % мусульман Казахстана, 65 % мусульман Албании и 64 % мусульман Киргизии называли себя «просто мусульманами». Также доля таких мусульман высока в Индонезии (56 %), Мали (55 %) и Камеруне (40 %).